# Jean-Marie Benjamin
Jean-Marie Benjamin (Salon-de-Provence, 11 aprile 1946) è un presbitero, compositore e regista francese, della Chiesa cattolica.

## Carriera
Di nazionalità francese, risiede in Italia dal 1975. È fratello dell'attrice Joëlle Guillaud. Compositore, direttore d'orchestra e regista, suona il pianoforte, la tastiera elettronica, la chitarra acustica ed elettrica, ed è autore di numerose composizioni di musica classica e leggera e sinfonica. A partire dal 1966 ha registrato ventotto dischi, tra cui opere di musica sinfonica, musica sacra e colonne sonore di film.
Ha trascorso l'infanzia e l'adolescenza a Céret, nel dipartimento francese dei Pyrénées-Orientales. Lì ha studiato musica dai 14 a 16 anni, poi ha proseguito gli studi a Parigi con lezioni private. Suona il pianoforte, chitarra e tastiere elettroniche. Il suo primo singolo, come cantautore è stato registrato presso Eddie Barclay nel 1965 con lo pseudonimo di "Christian Denis", su testi di Louis Amade.
Nel marzo 1968 incontrò Padre Pio da Pietrelcina a San Giovanni Rotondo, dove rimase per 11 giorni.
Dopo aver letto a Parigi un libro su Padre Pio da Pietrelcina, si recò a San Giovanni Rotondo e riuscì a parlare al personalmente con il Santo del Gargano. Questo fu il suo primo viaggio in Italia con un'esperienza spirituale che lo portò a diventare sacerdote, ordinato a Roma presso l'Almo Collegio Capranica il 26 Ottobre 1991. Nel 1991 pubblicò a Parigi il suo primo libro "Les Mystères de Padre Pio".
È autore di numerose composizioni musicali e, tra l'alto, autore dell'Inno ufficiale dell'UNICEF "Ode to the Child", registrato a Roma dall'Orchestra e Coro della RAI nell'Aprile 1984 e Paul McCartney, pubblicata nel suo album "The Family Way". 
Dal 1983 al 1988 ha lavorato per l'Ufficio delle Nazioni Unite a Ginevra (ONU) come "Special Events Officer", organizzatore di eventi per l'Unicef, tra cui trasmissioni televisive in Europa e Giappone con Peter Ustinov, Audrey Hepburn e altri famosi artisti.
Nel marzo 1988 lascia il suo lavoro all'ONU, torna a San Giovanni Rotondo per una settimana per commemorare l'incontro con Padre Pio avvenuto vent'anni prima e decide di studiare teologia a Roma. È ordinato sacerdote il 26 ottobre 1991 presso l'Almo Collegio Capranica di Roma. Dal 1991 al 1994 è stato assistente del cardinale Agostino Casaroli che, pur avendo lasciato l'incarico di Segretario di Stato alla fine del 1990, ha continuato a essere inviato speciale del Vaticano in missioni diplomatiche in Europa e nel mondo.
L'essere sacerdote secolare gli permette di svolgere numerosi attività. Nel 1992 è stato nominato Segretario generale della Fondazione Beato Angelico e ha riprese le sue attività di compositore nella sua casa ad a Assisi, dove aveva il suo studio di registrazione musicale.
Nel giugno 1994, la sua opera teatrale su San Francesco d'Assisi, tradotta in russo, è stata presentata in prima mondiale a Mosca nel teatro del Cremlino. Nel 1995 ha diretto e prodotto il suo primo film su Padre Pio, trasmesso in italiano su Rai 1 nell'aprile e nel maggio 1999 e il 20 giugno 2010.
Nel 2018 ha diretto, composte le musiche e prodotto il "Ci alzeremo all'alba" (Well Rise at Dawn), trasmesso nel 2019-2023 su RAI UNO, RAI DUE e RAI International. Il film è stato premiato da 11 Awards de festival negli U.S.A, Canada e Europa.
Nel 2021 scrive, realizza, produce e compone le musiche del documentario La genesi del tempo - Dalla Mesopotamia all'Iraq odierno
Dal 1998 si dedica a un'importante opera umanitaria: denunciare gli effetti dell'embargo (economico, culturale, aereo) e della contaminazione delle armi all'uranio impoverito sulla popolazione irachena. Ne sono nati libri e film documentari che presenta spesso in numerose conferenze. È spesso relatore presso le Nazioni Unite e altri organismi governativi in Europa.
Nel febbraio 2003 ha organizzato l'incontro fra papa Giovanni Paolo II e Tareq Aziz, allora vice-Primo Ministro iracheno

### Le accuse di collusione con il governo di Saddam Hussein
Jean-Marie Benjamin si è recato per la prima volta in Iraq nell'aprile 1998 per realizzare un documentario sulla Mesopotamia per RAI 1: Iraq: la genesi del tempo. Nel sud dell'Iraq, scopre gli effetti della radioattività delle armi all'uranio impoverito utilizzate dalle forze anglo-americane tra la popolazione. Tornato in Italia, decide di dedicare il suo lavoro a informare l'opinione pubblica sulla tragica situazione del popolo iracheno e a denunciare l'ipocrisia della "libera informazione" e la sottomissione dei media agli angloamericani. Dal 1998 al 2003 si reca in Iraq ogni tre mesi circa per raccogliere documentazione e successivamente pubblica tre libri e realizza tre documentari: "Viaggio nel Regno Proibito" e "Iraq: The Hidden File" e "Tareq Aziz: L'altra verità" e un videoclip Iraq solidarity action, strumenti che utilizzerà talvolta in numerosi interventi in Italia e altrove:
- Il 2-3 dicembre 1998 interviene a Baghdad in un simposio sull'impatto dell'uso dell'uranio impoverito sull'uomo e sull'ambiente[5].

- Nel 1999 ha fondato il Comitato Benjamin per l'Iraq, è intervenuto al Parlamento italiano sulla questione dell'uranio impoverito e ha ottenuto il voto della Commissione Esteri su una risoluzione che chiedeva al governo di inviare un team di esperti in Iraq.
- Nel luglio 1999 ha presentato una relazione ai parlamentari italiani che ha portato, nel luglio 2000, a un'interpellanza della Camera dei deputati sull'Iraq e a un voto a larga maggioranza per chiedere al governo italiano di ristabilire le relazioni diplomatiche con l'Iraq e di intervenire presso le Nazioni Unite per ottenere la fine dell'embargo.

- Nel settembre 1999 ha pubblicato il suo libro "Iraq: l'Apocalisse" in francese e in italiano.
- Dal 1999 al 2002 è intervenuto più volte alle sessioni dell'Ufficio dell'Alto commissariato delle Nazioni Unite per i rifugiati e della Commissione delle Nazioni Unite per i Diritti Umani a Ginevra.
- Il 3 aprile 2000, per violare l'embargo aereo, ha organizzato un volo da Amman a Baghdad con il deputato italiano Vittorio Sgarbi, senza informare l'ONU, le autorità giordane e gli Stati Uniti.
- Il 12 aprile 2000, in occasione di una conferenza sull'Iraq a Friburgo (Svizzera), ha parlato delle armi all'uranio impoverito e delle loro conseguenze sulla popolazione e sull'ambiente.
- Il 13 settembre 2000 ha inviato una lettera in italiano per spiegare la situazione a Kofi Annan, segretario Generale delle Nazioni Unite.
- Da giugno a settembre 2000, si è occupato del coordinamento internazionale dell'organizzazione di un volo umanitario da Parigi a Baghdad previsto per il 29 settembre. Più di cento personalità (provenienti da Francia, Italia, Svizzera, Paesi Bassi e Inghilterra) del mondo della politica, della cultura e della religione, oltre a organizzazioni internazionali, ONG, artisti e giornalisti, hanno accettato di partecipare. Ma il volo non ebbe luogo...[6]. Il volo ebbe finalmente luogo il 1º dicembre 2000.
- Il 29 novembre 2000 ha tenuto un discorso alla Camera dei comuni (Regno Unito) del Parlamento del Regno Unito.

- Nel dicembre 2001 ha presentato al Parlamento italiano e a quello britannico il suo terzo documentario Iraq: The Hidden File, sulle violazioni del diritto internazionale contro l'Iraq.
- Nel febbraio 2003 ha organizzato la visita in Italia del vice primo ministro iracheno Tareq Aziz e il suo incontro con papa Giovanni Paolo II[7]
- Nel settembre 2011 il suo ultimo film Tareq Aziz-The other truth è stato proiettato al Silent River Film Festival di Irvine-Los Angeles e ha vinto il River Admiration Award 2011 e il River Spirit Award. Il film viene presentato a Parigi il 15 marzo 2012 (studio delle Orsoline). Il film sarà poi presentato in Spagna, Italia e altri Paesi europei.
- Nel 2015 pubblica in Francia il libro "Irak-L'effet boomerang" Edition Ballan e nel 2016 in Italia "Iraq-Effetto boomerang", Editori Riuniti. Nel gennaio 2004, un giornale di Baghdad, Al Mada, ha pubblicato una lista di 270 persone, tra cui padre Benjamin, che avrebbero beneficiato del programma Oil-for-Food[8]. Nell'ambito di questo programma delle Nazioni Unite, il regime iracheno rilascia buoni petroliferi a personalità straniere in cambio di pressioni per la revoca dell'embargo deciso dal Consiglio di sicurezza delle Nazioni Unite dopo la Guerra del Golfo, e vengono pagate tangenti a notabili e aziende di diverse nazionalità. Queste notizie che accusano Jean-Marie Benjamin di aver ricevuto buoni petroliferi dal governo di Saddam Hussein sono state riportate dalla stampa di molti Paesi[9][10][11][12]All'inizio del 2002, padre Benjamin fu informato che i buoni erano a sua disposizione, ma li rifiutò categoricamente[13]. Il 25 gennaio 2002 scrisse una lettera a Tareq Aziz per rifiutare ufficialmente l'offerta18.

Se però è vero che gli sono state offerte, è altrettanto vero che sempre egli le ha rifiutate: appena gli furono offerte, alla fine del 2001, e poi, formalmente per mezzo di lettera a Tariq Aziz, il 25 gennaio 2002. Tale lettera fu trasmessa al vice Primo Ministro attraverso l'Ambasciata irachena di Roma, congiuntamente ad una copia proprio per il console iracheno di Roma.
Nel gennaio 2005, durante un incontro con gli ispettori della Commissione Indipendente d'Indagine Oil for Food ("Petrolio in cambio di cibo"), Benjamin diede loro una copia della lettera indirizzata a Tareq Aziz tre anni prima. A seguito di un'investigazione della Commissione al Ministero del Petrolio ed agli ufficiali iracheni, il Rapporto della Commissione stessa confermò che padre Benjamin non ha mai accettato alcuna allocazione od altri supporti dall'Iraq
Il 27 ottobre 2005, la Commissione Indipendente d'Indagine Oil for Food ha pubblicato il Rapporto finale. Alle pagine 100 e 101 del secondo capitolo del Rapporto si può leggere la seguente conclusione degli ispettori:
e:
Nonostante questo spiacevole episodio, Jean-Marie Benjamin ha continuato il suo lavoro sull'Iraq. Tra l'altro, è stato invitato a presentare il suo film "Iraq Radioactivity", il 6 marzo 2008, alla conferenza Guerra e ambiente organizzata al Senato francese.

## Discografia
1965: pubblicazione del suo primo disco come compositore e interprete con lo pseudonimo di Christian Denis, testi di Louis Amade, comprendente quattro canzoni: "Revoir Venise", "Si tu reviens à Paris", "Ma mie ma mie", "Paradis sans retour", pubblicate da Barclay
- 1966: "Si tous les deux", "Jeunesse matin", musica, interpretazione e orchestrazione per l'apertura del Festival di Cannes
- 1968: arrangiamenti e registrazioni dei primi due dischi di Pascal Auriat
- 1972: Symphonie Jérusalem, orchestra Concert Lamoureux, diretta da Michel Ganot: LP Studio SM 30M-425
- 1978: album Jean-Marie Benjamin (cantautore) comprendente sette brani: London taxi, Starlight walk, A sip of champagne, Don't leave me now, Riding through a storm, Yesterday was sunshine, I remember when.
- 1979: musiche per le canzoni di Gérard Lenorman nel disco La fête de juillet-juillet, testo di Étienne Roda-Gil, pubblicato da Caroline Melody / Carrère / Justine Melody
- 1982: musica, arrangiamenti e produzione di She's dancin' on TV, interpretato da Yann Andersen
- 1984: musica e produzione di Acid rain: videoclip per l'Unicef, interprete Yann Andersen
- 1985: musica, arrangiamenti e produzione di "Dream your... interprete Yann Andersen
- 1987: mix e sceneggiatura di Song for Nadim : videoclip per l'Unicef, interprete Yann Andersen, produzione Hans van Hemert, Olanda
- 1992: Terra amata, musica dedicata a Giovanni Paolo II per la Giornata Mondiale della Gioventù, interprete Yann Andersen
- 1995: Ode to the child, inno ufficiale dell'Unicef, incluso in The Family Way: Variations Concertantes Opus 1 di Paul McCartney, Philips
- 2008: Piano relections (re'fle'ction), album di vari artisti che include tre brani composti, suonati ed eseguiti da Jean-Marie Benjamin: Romantic '900, Melancholy Ballad, Water Games, Primrose Music
- 2010: CD Iraq Backstage, musica, testi, interpretazione, Flipper Music Editions, dieci brani, tra cui uno basato su una poesia di Bertolt Brecht
- 2017: CD colonna sonora del film "Mothr's" regia di Liana Marabini. Edizione Flipper Music label Octopus otp636
- 2019: CD colonna sonore del film "Ci alzeremo all'alba"), Edizioni Flipper Music, Roma
- 2022: CD di musica sacra "Sacred Music" , Edizioni Aulicus Classics
- 2023: CD "Dossier Wojtyla - Il complotto-, Suite Sinfonica, Edizioni Aulicus Classics
- 2024: CD colonna sonore del film "A Gift from God" regia di Liana Marabini. Edizioni Nightingale Songs And Lyrics Ltd .

## Colonne sonore
- 1972: "Fratello sole, sorella luna", testi di Jean-Marie Benjamin e musica di Riz Ortolani
- 1976: "Le trouble-fesses" di Raoul Foulon
- 1996: "Padre Pio - La notte del Profeta" di Jean-Marie Benjamin, Italia
- 1977: Servante et maîtresse di Bruno Gantillon, Francia
- 1977: "La bibbia", documentario di Marcel Carné, Francia
- 1986: L'intruse di Bruno Gantillon, Francia
- 1997: Padre Pio: La nuit du Prophète. Padre Pio di Jean-Marie Benjamin
- 2010: La solitudine e la nostalgia di San Francesco d'Assisi, di Gerard Thomas Straub, USA
- 2015: "Alpino Riccardo Giusto" di Giovanni Cismondi, Italia
- 2017: "Madre", di Liana Marabini
- 2019: Ci Alzeremo All'Alba, Aladino Productions

## Regia e/o produzione cinematografica
- 1995: Padre Pio-La notte del profeta. Padre Pio, Tau productions S.r.l: fiction, con Sergio Fiorentini nel ruolo di Padre Pio.
- 1998: Iraq: Genesi del tempo, documentario trasmesso RAI UNO
- 1998: Iraq, viaggio nel regno proibito, documentario.
- 2001: Iraq: il dossier nascosto (Irak: le dossier caché; Iraq. Il dossier nascosto), documentario presentato al parlamento italiano e britannico
- 2002: Iraq radioactivity (Iraq radioattività), documentario, selezionato per i Rencontres internationales du cinéma vérité, 12-{date-|14 ottobre 2007}}, Parigi e Monaco[18]
- 2011: Tareq Aziz-The other truth, film documentario, presentato al Festival di Irvine (Los-Angeles), premiato Award Best Documentary 2011.
- 2018-2019: "Ci alzeremo all'alba", prodotto da Aladino Productions, trasmesso su RAI TRE-RAI DUE.

## Libri
- L'Octobre Romain - Jean-Paul II, Editions France-Empire, Paris 1980.
- Le document du moine d'Aïn Karem, Éditions Fayard, Paris 1991.
- Les mystères de Padre Pio, in collaborazione con Paul Lesourd, Éditions France-Empire, Paris 1999.
- Iraq Apocalypse, Édition Favre, Lausanne 1999 e "Iraq l'Apocalisse", Società Editrice Andromeda, Bologna 1999, prefazione di Dario Fo.
- Obiettivo Iraq, Editori Riuniti, Roma 2000.
- Neo Conned (autore del capitolo sull'uranio impoverito), Edizione Light in the Darkness, Dublino 2002.
- Irak - Ce que Bush ne dit pas, Éditions CLD, Paris 2003.
- Iraq - L'effet boomerang Éditions Balan, Paris 2015, pubblicato in Italia da Editori Riuniti, Roma 2016.
- Dossier Wojtyla.il complotto, Edizioni Albatros, Roma 2023